# Cestovní ruch v Portugalsku

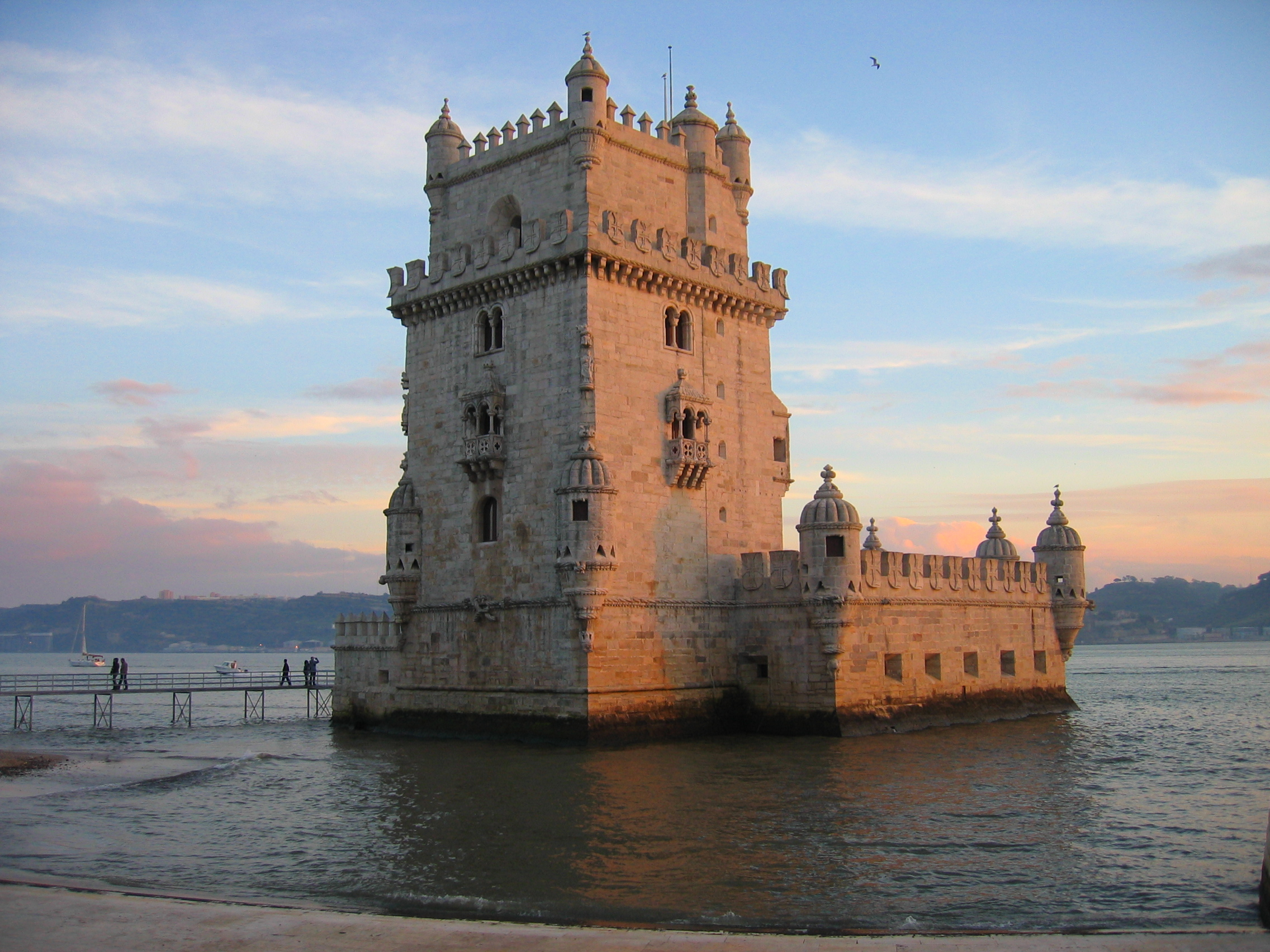
Belémská věž je symbolem portugalských zámořských objevů, která je na seznamu památek UNESCO

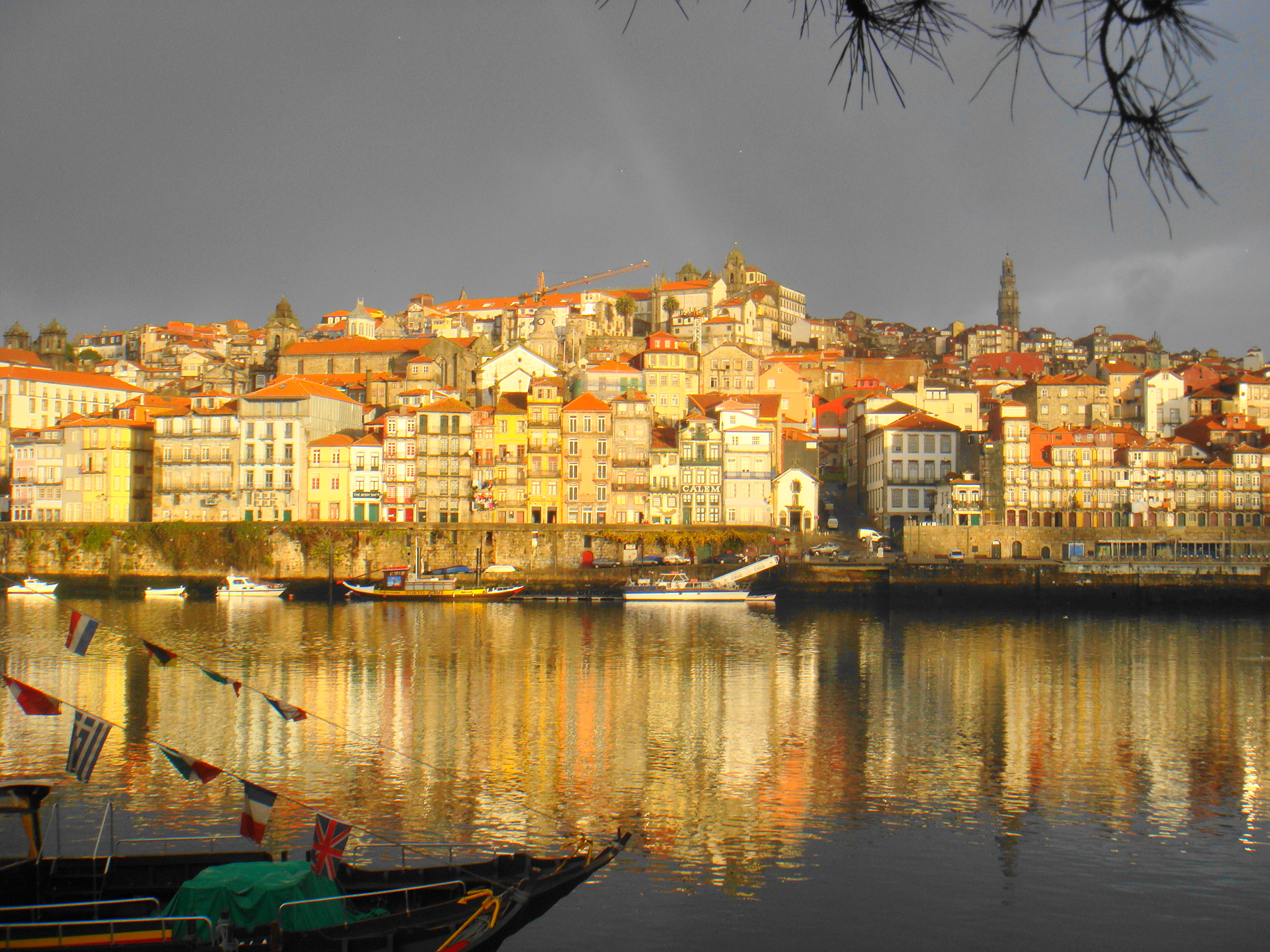
Město Porto je jednou z rostoucích turistických destinací

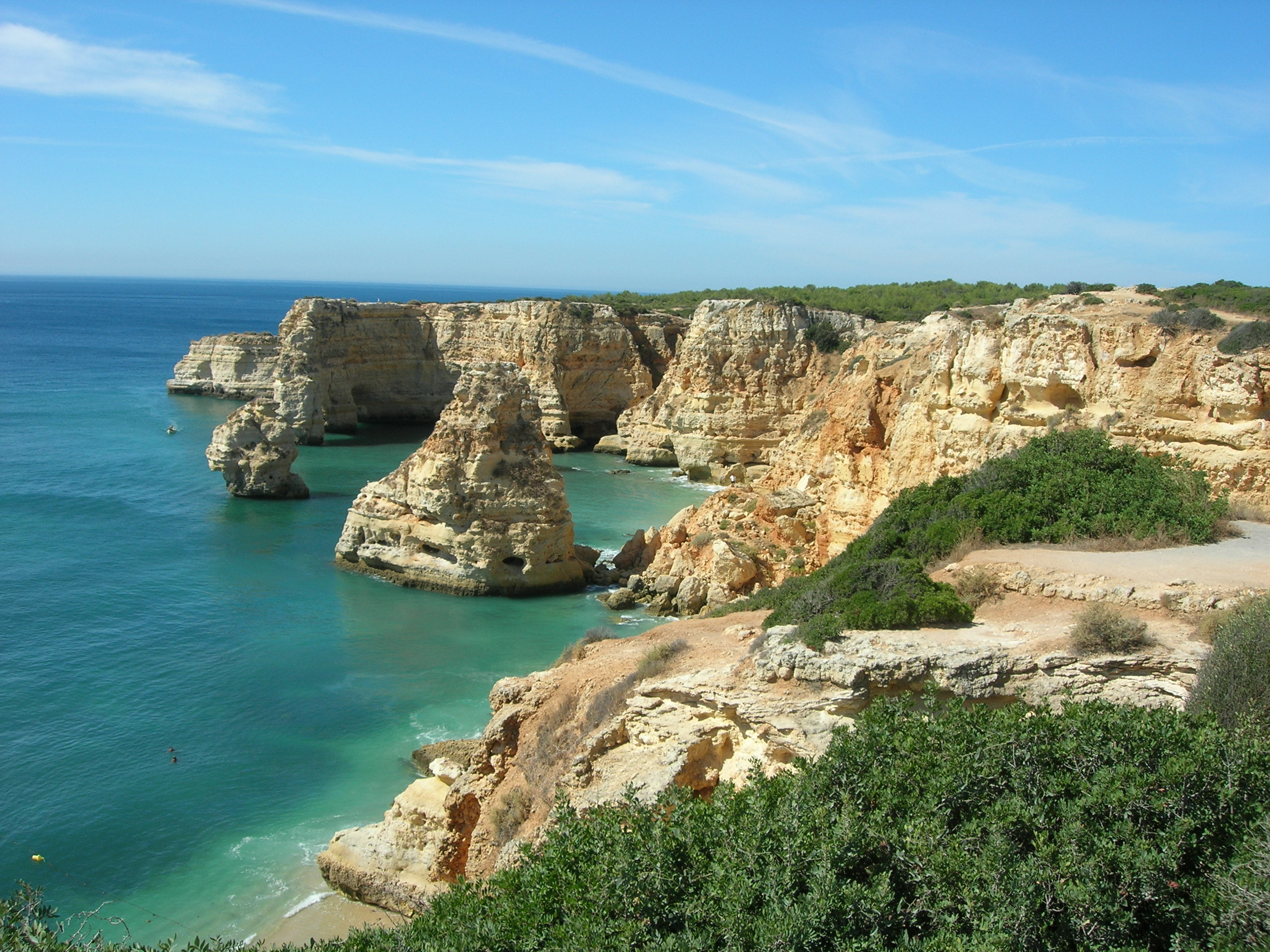
Algarve je proslulé svými plážemi

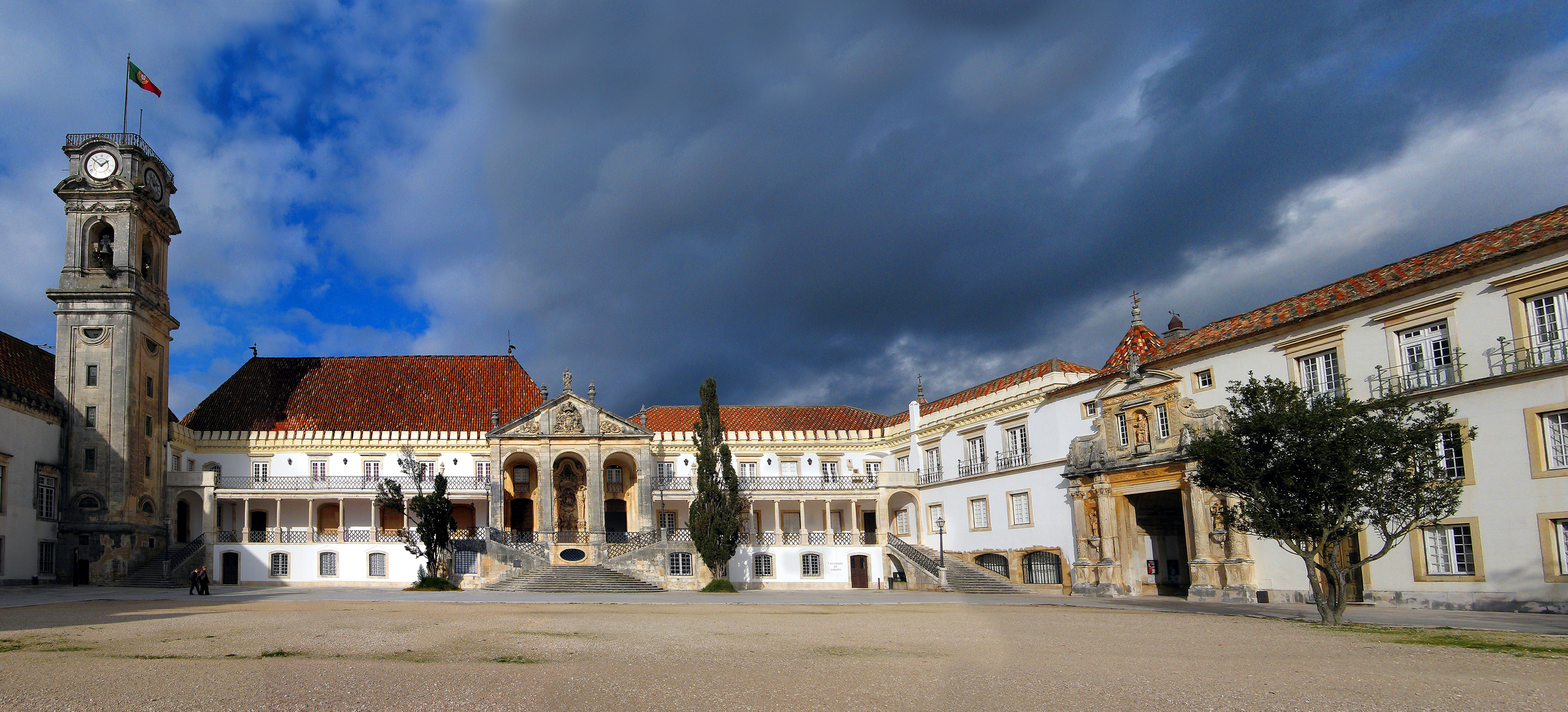
Nádvoří univerzity Coimbra, která vznikla již v roce 1290

Cestovní ruch Portugalska přivede každoročně do Portugalska mnoho turistů. V roce 2006 jich zemi navštívilo 12,8 milionů. Cestovní ruch hraje stále významnější roli v portugalské ekonomice, do níž přispívá zhruba 5 % hrubého domácího produktu (HDP).
Mezi hlavní turistické oblasti patří (pořadí podle významnosti) Lisabon, Algarve, portugalské ostrovy Madeira a Azory, Porto se severním Portugalskem a Alentejo.
Lisabon v roce 2006 navštívilo 7 milionů turistů a v letech 2005 až 2006 došlo k 11,8% růstu jeho návštěvnosti. Mezi jeho zajímavé památky patří například Belémská věž či klášter svatého Jeronýma (oboje na seznamu světového dědictví UNESCO) či Výtah Santa Justa.
V roce 2006 rostla nejvíce návštěvnost města Porto a severního Portugalska (11,9 %). Většinu turistu v Portugalsku tvoří Britové, Španělé či Němci, kteří sem cestují nízkonákladovými aerolinkami. Turisté již nevyhledávají pouze slunce a pláže, ale především kulturu, gastronomii, námořní turismus či sem přijíždí v rámci obchodní cesty.

## Turistické oblasti
Mezi nejnavštěvovanější portugalská místa patří Lisabon, Algarve a Madeira, nicméně portugalská vláda se snaží o rozvoj nových turistických destinací, mezi které patří údolí řeky Douro, ostrov Porto Santo a Alentejo.
Portugalsko má několik dalších turistických oblastí, jako je Douro Sul, Templários, Dão-Lafões, Costa do Sol, Costa Azul, Planície Dourada, atd. Většina z nich je neznámá turistům i místním.
Všechny tyto oblasti jsou seskupeny do turistických oblasti, jež jsou všeobecně známy. Patří mezi ně:
- Costa Verde – Portugalské zelené pobřeží sestává z celého severního pobřeží od ústí řeky Minho až po město Porto.
- Costa da Prata – Stříbrné pobřeží. Pobřeží středního Portugalska od Porta po Lisabon.
- Costa de Lisboa – Lisabonské pobřeží. Pobřeží hlavního města a jeho významných předměstí.
- Montanhas – Hornaté a vnitrozemské oblasti severního a středního Portugalska, zejména Serra da Estrela a Trás-os-Montes.
- Planícies – Portugalská rovinatá oblast Alentejo na jihu.
- Algarve – Jižní pobřeží Portugalska.
- Madeira – Madeira
- Açores – Azorské ostrovy

Mezi další turisticky významná místa patří:
- Fatima – křesťanské poutní místo
- Coimbra – dříve hlavní město Portugalska, nachází se zde univerzita Coimbra z roku 1290
- Tomar – dříve sídlo řádu Templářských rytířů, nejzachovalejší portugalská středověká synagoga